# Nephelium hypoleucum
El Korlan (Nephelium hypoleucum) es una especie de árbol perteneciente a la familia de las sapindáceas y el fruto de este árbol. Está estrechamente relacionado con otras frutas tropicales como el litchi, longan, rambutan, y mamoncillo. La planta es original del Sudeste Asiático y habita salvaje en las selvas de la región, aunque también se cultiva en algunos países como Malasia y Tailandia
El fruto es una drupa redonda u oval que forma un racimo. El árbol puede medir hasta 30 metros. La fruta se vende en los mercados y se puede comer cruda. Las semillas pueden resultar venenosas.

## Taxonomía
Nephelium hypoleucum fue descrita por Wilhelm Sulpiz Kurz y publicado en J. Asiat. Soc. Bengal, Pt. 2, Nat. Hist. 40: 50, en el año 1871.